# 坚果R2
坚果R2是字节跳动旗下的新石实验室于2020年10月发布的旗舰手机。其采用左置挖孔设计，搭载Smartisan OS 8.0。自2021年1月，字节跳动宣布调整硬件部门架构，新石实验室将并入旗下教育硬件团队大力智能，停止研发坚果手机系列后，该手机为坚果手机系列最后一款手机。

## 设计
坚果R2采用6.67英寸AMOLED双曲面打孔屏，正面四边等宽，且中框无断点。背面左下角的logo采用透明红和金属混铸的工艺，隐藏在玻璃背板的下面。

## 光阴特别版
光阴特别版的背板采用光敏材料，机身背面在阳光照射下会若隐若现显现出光栅和暗纹。坚果手机官方表示光阴特别版的制造难度极高，只生产2000台，且以后可能不会再做纯白色手机。

## 奖项
坚果R2纯白色光阴特别版获2021年红点设计奖。